# Antonio Eximeno
Antonio Eximeno y Pujades, (Valencia, 26 de septiembre de 1729 – Roma, 9 de julio de 1809), jesuita, matemático, filósofo y musicólogo español. Escritor en lenguas española, italiana y latina. Es uno de los principales autores de la Escuela Universalista Española del siglo XVIII.

## Biografía
Antonio Eximeno y Pujades nació en Valencia en 1729. Sus padres fueron Vicente Eximeno y María Francisca Pujades. Estudió humanidades en la Universidad de Valencia y fue discípulo del jesuita Tomás Serrano. Ingresó en la Compañía de Jesús el 15 de octubre de 1745. Posteriormente fue profesor de retórica en el Seminario de Nobles de Valencia y de matemáticas en el Colegio de San Pablo de la misma ciudad.

### Profesor del Real Colegio de Artillería de Segovia
A propuesta del Conde Felice Gazzola, quien se lo comunica personalmente el 9 de noviembre de 1763, es designado primer profesor del Real Colegio de Artillería, función que compatibilizará con la de profesor de matemáticas. Tras incorporarse a su destino, se ocupa preferentemente de las tareas preparatorias para la apertura del colegio, que se celebrará con gran solemnidad el 16 de mayo de 1764.
En este acto, Eximeno pronuncia su espléndida oración titulada: “La importancia del Estudio de la Teórica para desempeñar la Práctica el Real Servicio de S.M”. Completa sus palabras con una exhortación dirigida a los jóvenes cadetes, en las que proclama que la finalidad perseguida era la de crear un colegio de héroes que propagase en España el talento y el espíritu militar. Hizo énfasis al destino al que eran llamados, a la importancia del trabajo en el estudio, a la fatiga de la campaña, de la subordinación, la galantería en el trato, la conquista de los estrados y el respeto a las cosas de la religión. Condensa en su discurso el sistema educativo del colegio, que supone la asunción y el enfoque de la enseñanza artillera desde la base imprescindible de la teórica fundamentación matemático-científica de la práctica artillera.
Desde la instauración del colegio, Eximeno atiende a su buen funcionamiento y muestra una celosa preocupación por los estudios y la formación ética de los alumnos. Con su resuelta dirección, configuró las líneas pedagógicas del Real Colegio, poniendo las bases de la alta reputación que alcanzaría en España y en Europa.

### Expulsión de España
Acontecida la expulsión de los Jesuitas en 1767, Eximeno vivió en Roma y dejó la Compañía de Jesús. Abandonó su carrera de matemático, dedicándose a la teoría musical y la filosofía, para lo cual contó con la doble pensión (750 reales) que le otorgara Carlos III al reconocer sus antiguos servicios en el Real Colegio de Artillería. En Roma entró en la Academia de los Arcades con el nombre de "Aristosseno Megareo" y mandó a España los manuscritos de sus Instituciones filosófico-matemáticas para editar. Lamentablemente, el tercer volumen se perdió en un naufragio. En el prólogo de esta obra se muestra un decidido seguidor del Empirismo inglés del Ensayo sobre el entendimiento humano de John Locke y el Sensualismo del Tratado de las sensaciones de Condillac. 
En Italia entró en compleja controversia teórica e historiográfica con Martini acerca de los fundamentos de la música. También mantuvo intensa relación con el asimismo jesuita expulso Juan Andrés, padre de la Literatura Universal y comparatista como él, afincado en Mantua. Junto al citado Andrés y Lorenzo Hervás integra el núcleo de la denominada "Escuela Universalista Española del siglo XVIII". Tras la invasión de Napoleón Bonaparte, aprovechó la circunstancia Eximeno para viajar a Génova (viaje en el que perdió su biblioteca a manos de unos corsarios), llegando finalmente a Valencia el 28 de julio de 1798. En España sufrió los interrogatorios de la inquisición por su obra El espíritu de Maquiavelo, que fue prohibida. A pesar de haber abandonado la Compañía de Jesús, fue de nuevo expulsado de España por efecto de la nueva Ley de Expulsión de 1801. Regresó a Roma, donde falleció el 9 de julio de 1809.

## Obra Musicológica
Antonio Eximeno fue llamado el Newton de la música por haber establecido un nuevo sistema musical, refutando los de Tartini, Euler, Rameau y D'Alembert "y demás filósofos y prácticos antiguos y modernos, que suponen ser la música parte de las matemáticas, y pretenden que el contrapunto debe fundarse en el canto-llano". Decía además Eximeno, que "examinaría la naturaleza del contrapunto artificioso, y probaría que aquella parte de él á que los maestros de capilla daban mayor importancia, no era sino un resto del gusto gótico, ó mal gusto, introducido en Europa por los bárbaros". La importancia historigráfica de la interpretación de Eximeno, su clarividencia conceptual histórica al tiempo que su asimilación de los criterios historiológicos propios de su época es proverbial, al igual que su pionera elaboración desde la perspectiva de la etnomusicología.
Eximeno es musicológicamente un pensador revolucionario, pero no solo por su interpretación histórica sino, lo que es más importante, por su teoría estética musical, pues haciendo coincidir música y habla mediante la 'prosodia', asume la relación directa e inmediata 'instinto' - 'expresión', anticipándose al postulado ecuacional 'intuición' - 'expresión' formulado a comienzos del siglo XX por Benedetto Croce. Es una operación la de Eximeno que anuncia la reformulación de una categoría estética primera de facto antepuesta a las categorías centrales como valores y que de hecho, solo aparentemente paradójico, recupera el concepto esencial estético de raigambre barroca.

## Obra narrativa y crítica
Escribió una interesante novela en dos volúmenes, Don Lazarillo Viscardi, especie de parodia del Don Quijote, en que expone sus teorías musicales y satiriza duramente no ya los libros de Cerone y Nassarre sino el sistema "académico" establecido. La publicó Francisco Asenjo Barbieri en 1872.
Además, su perspectiva cervantista se enriquece extraordinariamente con un ensayo crítico y satírico de 1806 contra los académicos Vicente de los Ríos y Gregorio Mayans, teóricamente bien formado, que se tituló Apología de Cervantes.

## Obra Filosófica
Su obra Instituciones filosófico-matemáticas es un tratado de física, matemáticas y análisis psicológico sobre las facultades de la mente humana y el origen de los conocimientos. Se inspira en el Ensayo sobre el entendimiento humano de Locke y el Tratado de las sensaciones de Condillac. Menéndez Pelayo resume su filosofía en 8 puntos:
1. Todo lo que el hombre hace, siente, medita y quiere, ha de referirse, como a último término, a su utilidad y conservación.
2. Todo lo que el hombre siente, piensa y quiere es inseparable de algún placer o dolor.
3. No hay idea que no haya sido adquirida por intermedio de algún sentido, ni siquiera la misma idea de Dios.
4. Las percepciones, sensaciones o impresiones (para Eximeno todo es uno) quedan en la memoria, y se ensalzan entre sí por cierto nexo, el cual consiste en la misma textura de las fibras del órgano, que enlaza entre sí los vestigios de las ideas.
5. Todos los placeres y dolores del hombre tienden a un solo y simplicísimo fin, es a saber, a su conservación deleitosa, conspirando todas las ideas a advertir al hombre que se cuide y conserve para disfrutar de los placeres de la vida. A toda idea acompaña alguna impresión agradable o desagradable.
6. El hombre está dotado de la facultad de comparar y enlazar entre sí las ideas y de mudar el nexo y orden con que se engendran. A esto se llama facultad activa del alma.
7. Por comparación entre las ideas singulares y por abstracción después se forman las ideas generales.
8. La percepción del placer o del dolor presente es la razón que determina al hombre a querer o a no querer.

## Obras
- Dell'origine e delle regole della musica colla storia del suo progresso, decadenza, e rinnovazione. Opera di D. Antonio Eximeno dedicata all'augusta Real Principessa Maria Antonia Valburga di Baviera eletrice vedova di Sassonia. Avviso a'letterati, ed a gli amatori della musica. Roma, Michel’Angelo Barbiellini, 1774.- Del Origen y reglas de la música, con la historia de su progreso, decadencia y restauración. Trad. de Francisco Antonio Gutiérrez, Madrid, Imprenta Real, 1796, 3 vols.- Del Origen y reglas de la música, con la historia de su progreso, decadencia y restauración. Ed. facs., Valladolid, MAXTOR, 2010 (La obra completa en 1 vol.).- Del origen y reglas de la Música, ed. de Francisco Otero, Madrid, Editora Nacional, 1978 (Ed. no completa: contiene vol. I y parte de vol. III). Edición crítica de la obra completa a cargo de Alberto Hernández Mateos, en Madrid, Verbum, 2016.
- Institutiones Philosophicae Et Mathematicae: Volumen I, Dialecticam Et Rerum Quas Vulgo Metaphysicas Vocant Libros Tres Priores Madrid: Imprenta Real, 1796.
- Institutiones Philosophicae Et Mathematicae: Volumen II, Rerum Quas Vulgo Metaphysicas Vocant Libros Tres Posteriores Complectens.
- Lo spirito del Machiavelli. Cesena, per gli eredi biasini all' insegna di Pallade, 1795; traducido al español con el título El espíritu de Maquiavelo, esto es, reflexiones de D. Antonio Eximeno sobre el elogio de Nicolás Maquiavelo, dicho en la Academia Florentina por el señor Juan Bautista Baldelli en el año 1794. Traducidas del idioma italiano al castellano, corregidas e ilustradas por el autor con un prólogo y dos disertaciones, la una sobre el valor militar en defensa de la religión Christiana; la otra sobre la versión de Aristóteles que sirvió a Santo Tomás para comentar los Libros de la Política. Valencia, Benito Monfort, 1799.
- Duda de D. Antonio Eximeno sobre el ensayo fundamental práctico de contrapunto del M. R. P. M. Fr. Juan Bautista Martini. Trad. de Francisco Antonio Gutiérrez. Madrid: Imp. Real, 1797.
- Don Lazarillo Vizcardi. Sus investigaciones músicas con ocasión del concurso a un Magisterio de Capilla Vacante... Dalas a luz la Sociedad de Bibliófilos Españoles, Introducción de Francisco Asenjo Barbieri, Madrid, Imp. de Rivadeneyra, 1872 y 1873, 2 vols. (novela).
- Apología De Miguel De Cervantes Sobre Los Yerros Que Se Han Notado En El Quijote..., Madrid, Imp. de la Administración del Real Arbitrio, 1806.
- Autobiografía inédita, edición de Daniel Devoto, [Buenos Aires], Gulab y Aldabahor, 1949.
- De la institución de los estudios filosóficos y matemáticos, ed. de F.J. Juez Gálvez, Introducción de P. Aullón de Haro, Madrid, Instituto Juan Andrés, 2023.